# Gare de Chalonnes
Gare de Chalonnes – stacja kolejowa w Chalonnes-sur-Loire, w departamencie Maine i Loara, w regionie Kraj Loary, we Francji. Jest zarządzana przez SNCF (budynek dworca) i przez RFF (infrastruktura). 
Stacja jest obsługiwana przez pociągi TER Pays de la Loire. 

## Położenie
Znajduje się na linii La Possonnière – Niort, w km 5,631, między stacjami La Possonnière i Chemillé, na wysokości 24 m n.p.m.

## Linie kolejowe
- La Possonnière – Niort